# Alex van Duijvenbode
Alex van Duijvenbode (Rotterdam, 31 augustus 1974) is een Nederlands voormalig voetballer die als verdediger speelde voor Sparta Rotterdam, Dordrecht'90 en vv Capelle.
Hij debuteerde voor Sparta Rotterdam op drie december 1997, in de met 1-3 gewonnen uitwedstrijd tegen RKC Waalwijk. Hij kwam in de 79e minuut in het veld voor Yurtcan Kayis. Van Duijvenbode speelde 19 wedstrijden voor Sparta Rotterdam voordat hij in 2000 de overstap maakte naar Dordrecht'90, waar hij tot eind juni 2003 bleef spelen. Vanaf 1 juli 2003 speelde hij voor de amateurvereniging vv Capelle, waar hij in 2009 zijn carrière afsloot.